# Sapporo (stacja kolejowa)
Sapporo (jap. 札幌駅 Sapporo-eki) – największa stacja kolejowa w Sapporo, w prefekturze Hokkaido, w Japonii.
Stacja Sapporo powstała w 1880 roku dla lokalnej linii kolejowej, łączącej kopalnie Hokkaido z regionalnym portem. Pierwszy budynek powstał rok później, a następnie został zrekonstruowany w wielopiętrową strukturę w 1908 roku po silnym uszkodzeniu przez pożar. W latach 1909, 1917 i 1930 wprowadzano kolejne ulepszenia infrastruktury i usług, dodając miejsca do jedzenia i poczekalnie.
Do 1952 r. stacja Sapporo została przekształcona z drewnianej w betonową i zawierała pierwszy lokalny dom towarowy. W latach 60. stała się wielopiętrową strukturą otoczoną przez dzielnicę finansową Sapporo. W latach 70. XX wieku odniosła korzyści z rozwijającej się turystyki.

## Galeria

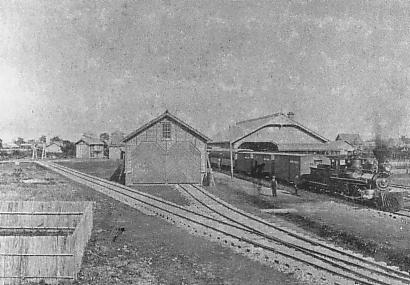
Stacja w latach 1868–1912
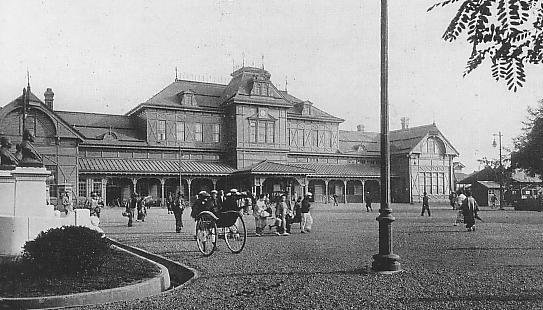
Stacja w latach 1912–1926
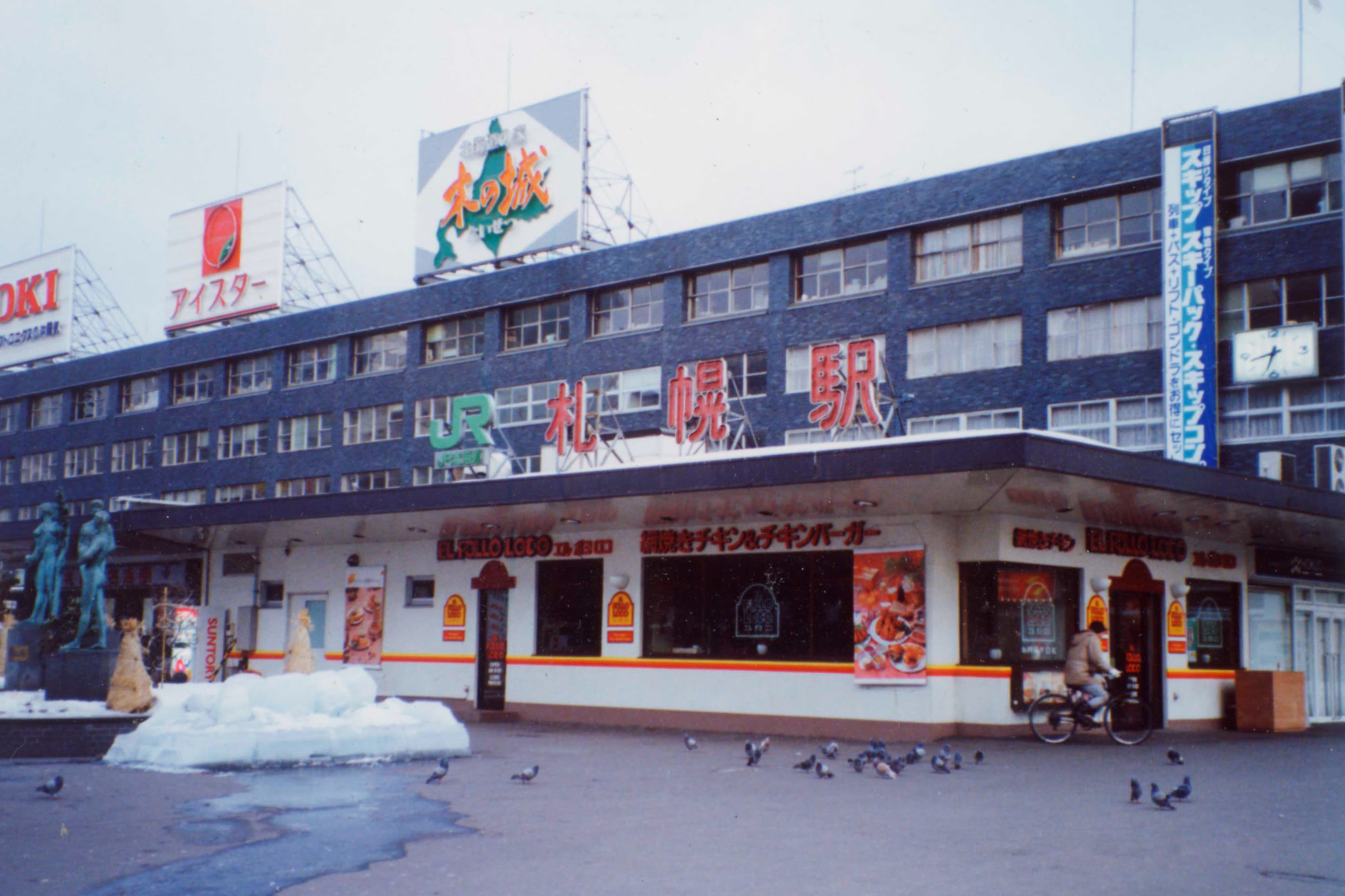
Budynek stacji w 1991 r.
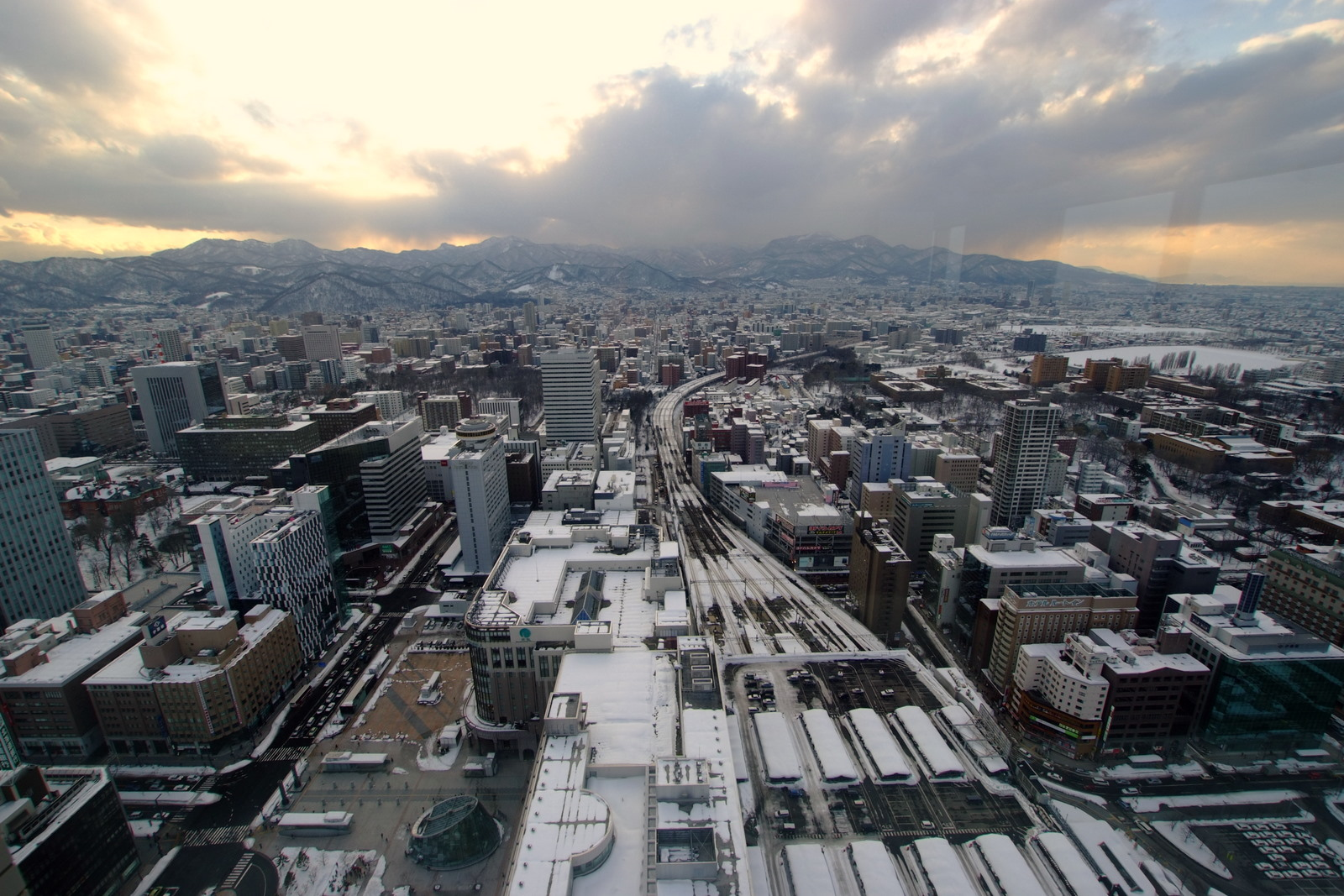
Ogólny widok dworca